# Naga broń 33⅓: Ostateczna zniewaga
Naga broń 33⅓: Ostateczna zniewaga (ang. The Naked Gun 33⅓: The Final Insult) – amerykański film fabularny (komedia) z 1994 roku, będąca kontynuacją pierwszej i drugiej części Nagiej broni.

## Obsada
- Leslie Nielsen – Frank Drebin
- Priscilla Presley – Jane Spencer Drebin, żona Franka
- George Kennedy – Ed Hocken, kolega Franka z policji
- O.J. Simpson – Nordberg, kolega Franka z policji
- Fred Ward – Rocco Dillon, terrorysta
- Kathleen Freeman – Muriel Dillon, matka Rocco
- Anna Nicole Smith – Tanya Peters, dziewczyna Rocco

### Występy gościnne
- Shannen Doherty
- Olympia Dukakis
- Morgan Fairchild
- Elliott Gould
- Mariel Hemingway
- Florence Henderson
- James Earl Jones
- Mary Lou Retton
- Raquel Welch
- Vanna White
- Weird Al Yankovic
- Pia Zadora
- Joe Grifasi
- Ann B. Davis
- Marc Alaimo
- R. Lee Ermey
- Julie Strain
- Rosalind Allen
- Will Ferrell

## Fabuła
W uznaniu zasług porucznik Frank Drebin (Leslie Nielsen) został odesłany na wcześniejszą emeryturę. Ale w snach wciąż spotyka niedawnych przeciwników i przeżywa dramatyczne chwile. Z braku ciekawszych sposobów spędzania wolnego czasu opanowuje do perfekcji obowiązki gospodyni domowej, podczas gdy jego urocza małżonka, Jane, oddaje się całkowicie pracy zawodowej. Ich małżeństwu grozi poważny kryzys, także z tego powodu, że ona wciąż domaga się od niego potomka. Jednak Franka wzywają obowiązki zawodowe, musi przerwać zasłużoną emeryturę aby powstrzymać groźnego terrorystę Rocco przed wysadzeniem Hollywood w powietrze podczas rozdawania Oscarów.